# الطلح (صعدة)

تعديل مصدري - تعديل

الطلح هي مدينة ومركز مديرية سحار بمحافظة صعدة اليمنية، بلغ تعداد سكانها 15303 نسمة حسب الإحصاء الذي أجري عام 2004.